# James Guy
James George Guy (Bury, 26 de noviembre de 1995) es un deportista británico que compite en natación, especialista en los estilos libre y mariposa.
Participó en tres Juegos Olímpicos de Verano, obteniendo en total seis medallas: dos de plata en Río de Janeiro 2016, en las pruebas de 4 × 100 m libre y 4 × 200 m libre, tres en Tokio 2020, oro en 4 × 200 m libre y 4 × 100 m estilos mixto y plata en 4 × 100 m estilos, y una de oro en París 2024, en los 4 × 200 m libre.
Ganó doce medallas en el Campeonato Mundial de Natación entre los años 2015 y 2025, y una medalla de plata en el Campeonato Mundial de Natación en Piscina Corta de 2014.
Además, obtuvo doce medallas en el Campeonato Europeo de Natación entre los años 2016 y 2021, y dos medallas en el Campeonato Europeo de Natación en Piscina Corta, en los años 2019 y 2023.
En 2022 fue nombrado miembro de la Orden del Imperio Británico (MBE).

## Palmarés internacional
| Juegos Olímpicos                    | Juegos Olímpicos        | Juegos Olímpicos  | Juegos Olímpicos        |
| Año                                 | Lugar                   | Medalla           | Prueba                  |
| ----------------------------------- | ----------------------- | ----------------- | ----------------------- |
| 2016                                | Río de Janeiro (Brasil) | Medalla de plata  | 4 × 100 m libre         |
| 2016                                | Río de Janeiro (Brasil) | Medalla de plata  | 4 × 200 m libre         |
| 2020                                | Tokio (Japón)           | Medalla de oro    | 4 × 200 m libre         |
| 2020                                | Tokio (Japón)           | Medalla de oro    | 4 × 100 m estilos mixto |
| 2020                                | Tokio (Japón)           | Medalla de plata  | 4 × 100 m estilos       |
| 2024                                | París (Francia)         | Medalla de oro    | 4 × 200 m libre         |
| Campeonato Mundial                  |                         |                   |                         |
| Año                                 | Lugar                   | Medalla           | Prueba                  |
| 2015                                | Kazán (Rusia)           | Medalla de oro    | 200 m libre             |
| 2015                                | Kazán (Rusia)           | Medalla de oro    | 4 × 200 m libre         |
| 2015                                | Kazán (Rusia)           | Medalla de plata  | 400 m libre             |
| 2017                                | Budapest (Hungría)      | Medalla de oro    | 4 × 200 m libre         |
| 2017                                | Budapest (Hungría)      | Medalla de plata  | 4 × 100 m estilos       |
| 2017                                | Budapest (Hungría)      | Medalla de bronce | 100 m mariposa          |
| 2019                                | Gwangju (Corea del Sur) | Medalla de oro    | 4 × 100 m estilos       |
| 2019                                | Gwangju (Corea del Sur) | Medalla de bronce | 4 × 100 m estilos mixto |
| 2022                                | Budapest (Hungría)      | Medalla de bronce | 4 × 200 m libre         |
| 2022                                | Budapest (Hungría)      | Medalla de bronce | 4 × 100 m estilos       |
| 2023                                | Fukuoka (Japón)         | Medalla de oro    | 4 × 200 m libre         |
| 2025                                | Singapur (Singapur)     | Medalla de oro    | 4 × 200 m libre         |
| Campeonato Mundial en Piscina Corta |                         |                   |                         |
| Año                                 | Lugar                   | Medalla           | Prueba                  |
| 2014                                | Doha (Catar)            | Medalla de plata  | 400 m libre             |
| Campeonato Europeo                  |                         |                   |                         |
| Año                                 | Lugar                   | Medalla           | Prueba                  |
| 2016                                | Londres (Reino Unido)   | Medalla de oro    | 4 × 100 m estilos       |
| 2016                                | Londres (Reino Unido)   | Medalla de bronce | 200 m libre             |
| 2018                                | Glasgow (Reino Unido)   | Medalla de oro    | 4 × 200 m libre         |
| 2018                                | Glasgow (Reino Unido)   | Medalla de oro    | 4 × 100 m estilos       |
| 2018                                | Glasgow (Reino Unido)   | Medalla de oro    | 4 × 100 m estilos mixto |
| 2018                                | Glasgow (Reino Unido)   | Medalla de bronce | 100 m mariposa          |
| 2021                                | Budapest (Hungría)      | Medalla de oro    | 4 × 100 m estilos       |
| 2021                                | Budapest (Hungría)      | Medalla de oro    | 4 × 200 m libre mixto   |
| 2021                                | Budapest (Hungría)      | Medalla de oro    | 4 × 100 m estilos mixto |
| 2021                                | Budapest (Hungría)      | Medalla de plata  | 4 × 100 m libre         |
| 2021                                | Budapest (Hungría)      | Medalla de plata  | 4 × 200 m libre         |
| 2021                                | Budapest (Hungría)      | Medalla de bronce | 100 m mariposa          |
| Campeonato Europeo en Piscina Corta |                         |                   |                         |
| Año                                 | Lugar                   | Medalla           | Prueba                  |
| 2019                                | Glasgow (Reino Unido)   | Medalla de bronce | 200 m mariposa          |
| 2023                                | Otopeni (Rumania)       | Medalla de plata  | 200 m libre             |